# Що бачила собака (книга)
«Що бачила собака. Про першопрохідців, геніїв другого плану, пізні таланти і інші історії» (англ. What the Dog Saw: And Other Adventures) — четверта книга канадського журналіста і поп-соціолога Малколма Гладуелла, яка вперше була опублікована 20 жовтня 2009 року в США.

## Історія
Малкольм Гладуелл прийшов працювати в журнал The New Yorker в 1997 році, а до цього писав про науку і бізнес для газети The Washington Post. Всі статті, що увійшли до книги, були відібрані і перероблені автором. Кожна з них є захоплюючим міні-дослідженням. Гладуелл намагається показати читачам незвичайний погляд на світ, розглядаючи різні речі — діяльність розвідників, пошук талановитих співробітників, рецептуру кетчупу, методи дресирування собак, інвестування в цінні папери, техногенні катастрофи — під таким кутом, що стає зрозуміло, як мало ми знаємо і як багато цікавого в самих звичайних предметах, явищах і людях. Після виходу книга отримала безліч позитивних відгуків. Рецензії з'явилися в таких авторитетних виданнях як New York Times, The Guardian, Time Magazine, The Los Angeles Times і The Independent. Зокрема, рецензенти відзначали талант оповідача і виграшний формат збірки есе. Наприклад, The Guardian пише, що «одна з переваг книги полягає в тому, що її фрагменти чудово перероблені: вони служать своїй меті більш ефективно в скороченому вигляді». Як недоліки критики називали захоплення автора статистикою і недолік технічних обґрунтувань.
Проте, «Що бачила собака» через три тижні після виходу потрапила на третє місце рейтингу бестселерів New York Times і протрималася там 16 тижнів. У список 25 найбільш продаваних книг інтернет-магазину Amazon вона потрапила вже в листопаді, а Bloomberg включив її в список кращих книг 2009 року.
Всі статті, що увійшли до книги, також можна прочитати на офіційному сайті Малкольма Гладуелл.

## Зміст
Частина 1. Теорії, передбачення і діагнози
Частина 2. Одержимі, першопрохідці і інші різновиди геніїв другого плану
Частина 3. Особистість, характер і інтелект